# Dinko Žutelija
Dinko Žutelija (Beograd, 4. listopada 1948.), hrvatski nogometaš, lijevo krilo Hajduka, Zagreba i Osijeka. Na koncu karijere otišao u Ameriku, kako bi igrao u tadašnjoj NASL ligi.
Statistika u Hajduku
| Natjecanje        | Nastupi | Zgoditci |
| ----------------- | ------- | -------- |
| Prvenstvo         | 42      | 2        |
| Kup               | 5       | 0        |
| Superkup          | 0       | 0        |
| Međunarodne       | 1       | 0        |
| Splitski podsavez | 0       | 0        |
| Ukupno            | 48      | 2        |
| Prijateljske      | 66      | 10       |
| Sveukupno         | 114     | 12       |